# Weeki Wachee
Weeki Wachee est une ville située dans le comté de Hernando, en Floride, aux États-Unis. Lors du recensement de 2010, elle comptait 12 habitants, un nombre inchangé depuis recensement de 2000. Le Domaine de Weekiwachee de 12 000 acres (49 km2) et le parc Weeki Wachee Springs sont situés dans cette ville. Le parc comprend des toboggans aquatiques, des spectacles d'animaux, des spectacles de costumes de sirènes et des expositions de lamantins.

## Source
- (en) Cet article est partiellement ou en totalité issu de l’article de Wikipédia en anglais intitulé « Weeki Wachee, Florida » (voir la liste des auteurs).